# Computer Space
Computer Space – komputerowa gra zręcznościowa na automaty, wyprodukowana przez Nutting Associates w 1971 roku. Jej autorami byli Nolan Bushnell i Ted Dabney.
Computer Space stanowiła kontynuację pomysłu Steve'a Russella na grę Spacewar!. Gracze kierowali małymi statkami kosmicznymi, których celem było zestrzelenie obiektu przeciwnika. Wygrywał ten, kto w czasie 99 sekund zestrzelił wroga większą liczbę razy. Gra była skomplikowana pod względem obsługi, gdyż zawierała dwa klawisze obrotu, przyspieszenia, strzału i nadprzestrzeni.
Nolan Bushnell wpadł na pomysł stworzenia Computer Space, gdy zapoznał się ze Spacewar! w wieku kilkunastu lat. Swój pomysł na twórczą przeróbkę klasyka Russella przedstawił w 1971 roku Billowi Nuttingowi, założycielowi Nutting Associates. Nutting, doświadczony w produkcji automatów, zdecydował się wyprodukować maszyny z grą i wprowadzić ją do obiegu komercyjnego. Same automaty z Computer Space wyróżniały się jak na owe czasy kolorową, metaliczną fakturą oraz trzynastocalowym ekranem.
Mimo nowatorskiego jak na ówczesne czasy projektu Computer Space poniosła klęskę finansową. Wynikało to z faktu, że większość automatów z grą trafiło do barów, których klienci nie potrafili obsługiwać skomplikowanego systemu sterowania. Kluczowym dla branży faktem było jednak to, że Computer Space stanowiła pierwszą grę na automaty przeznaczoną do użytku komercyjnego. Gra ta szybko przeniknęła do kultury masowej, stanowiąc element takich filmów, jak Zielona pożywka (1973) czy Szczęki (1975).